# Aylesbury Vale
Aylesbury Vale es un distrito no metropolitano del condado de Buckinghamshire (Inglaterra). 

## Geografía
Según la Oficina Nacional de Estadística británica, Aylesbury Vale tiene una superficie de 902,75 km². Limita al norte con Cambridgeshire y Milton Keynes, al este con Bedfordshire y Hertfordshire, al sudeste con Chiltern, al sur con Wycombe y Oxfordshire, y al oeste también con este último.

## Demografía
Según el censo de 2001, Aylesbury Vale tenía 165 748 habitantes (49,66% varones, 50,34% mujeres) y una densidad de población de 183,6 hab/km². El 21,44% eran menores de 16 años, el 72,68% tenían entre 16 y 74, y el 5,88% eran mayores de 74. La media de edad era de 37,17 años. 
Según su grupo étnico, el 94,05% de los habitantes eran blancos, el 1,2% mestizos, el 3,11% asiáticos, el 1,04% negros, el 0,31% chinos, y el 0,29% de cualquier otro. La mayor parte (92,14%) eran originarios del Reino Unido. El resto de países europeos englobaban al 2,98% de la población, mientras que el 1,12% había nacido en África, el 2,47% en Asia, el 0,79% en América del Norte, el 0,1% en América del Sur, el 0,34% en Oceanía, y el 0,04% en cualquier otro lugar. El cristianismo era profesado por el 73,78%, el budismo por el 0,2%, el hinduismo por el 0,45%, el judaísmo por el 0,2%, el islam por el 2,67%, el sijismo por el 0,1%, y cualquier otra religión por el 0,27%. El 15,69% no eran religiosos y el 6,64% no marcaron ninguna opción en el censo.
El 42,57% de los habitantes estaban solteros, el 44,25% casados, el 1,89% separados, el 6,05% divorciados y el 5,24% viudos. Había 64 526 hogares con residentes, de los cuales el 24,33% estaban habitados por una sola persona, el 8,07% por padres solteros con o sin hijos dependientes, el 65,59% por parejas (55,22% casadas, 10,37% sin casar) con o sin hijos dependientes, y el 2,02% por múltiples personas. Además, había 1461 hogares sin ocupar y 156 eran alojamientos vacacionales o segundas residencias.
La población económicamente activa se situó en 88 889 habitantes, de los que un 94,33% tenían empleo, un 2,74% estaban desempleados, y un 2,93% eran estudiantes a tiempo completo.

## Gobierno
Aylesbury Vale es uno de los cuatro distritos no metropolitanos en los que está dividido el condado de Buckinghamshire. Fue creado por la Ley de Gobierno Local de 1972, que entró en vigor el 1 de abril de 1974, como una fusión de los antiguos municipios de Aylesbury y Buckingham, y de los distritos rurales de Aylesbury, Buckingham, Wing y parte de Winslow. Su sede administrativa es el pueblo de Aylesbury y en él hay 112 parroquias civiles.
El ayuntamiento del distrito está formado por 59 concejales, elegidos cada cuatro años en 36 circunscripciones electorales.
|  |  |  | Partido Conservador Partido Liberal Demócrata Partido de la Independencia del Reino Unido Partido Laborista Independiente |